# Cranbourne, Australien
Cranbourne är en ort i Australien. Den ligger i kommunen Casey och delstaten Victoria, strax söder om Melbourne.
Runt Cranbourne är det ganska tätbefolkat, med 56 invånare per kvadratkilometer.. Närmaste större samhälle är Berwick, nära Cranbourne.
Trakten runt Cranbourne består till största delen av jordbruksmark. Genomsnittlig årsnederbörd är 1 251 millimeter. Den regnigaste månaden är maj, med i genomsnitt 154 mm nederbörd, och den torraste är januari, med 51 mm nederbörd.